# Церква Вознесіння ГНІХ (Залісся)
Церква Вознесіння ГНІХ у Заліссі — парафія і храм греко-католицької громади Козівського деканату Тернопільсько-Зборівської архієпархії Української греко-католицької церкви в селі Залісся Тернопільського району Тернопільської области.

## Історія церкви
До 2010 року віряни хутора належали до парафії села Конюхи, а саме до церкви Успіння Пресвятої Богородиці. З 2010 року це вже самостійна та повноцінна парафія.
У 1994 році з ініціативи Василя та Емілії Сінгалевичів було збудовано каплицю. Вона отримала благословення від владики Михаїла Сабриги і право проводити Святу Літургію. Каплицю освятив отець Євген Мушинський.
Місце для будівництва надали самі Сінгалевичі, виділивши для цього власну земельну ділянку. Архітектурний проєкт розробили Орест Сінгалевич та Ярослав Когут. До будівництва долучилися Петро Савків, Григорій Гриник, Василь Сінгалевич, Андрій Парубочий, Богдан Перець, Василь Швайка та Ярослав Гуменний. Вікна і двері виготовив Микола Цідило. Увесь комплекс будівельних робіт організували Емілія та Василь Сінгалевичі, а частину коштів пожертвували парафіяни.
Освячення каплиці відбулося в червні 1994 року.

## Парохи
- о. Борис Новосад (з 2010).